# Вараждинска жупанија (бивша)
Вараждинска жупанија (лат. Comitatus Varasdinensis, мађ. Varasd vármegye) била је жупанија средњовековне Бановине Славоније у Краљевини Угарској, а потом је у пуном континуитету наставила да постоји све до времена нововековне Краљевине Хрватске и Славоније у Аустроугарској монархији. Главни град жупаније био је Вараждин.

## Географија
Вараждинска жупанија граничила се на југу са жупанијама Загребачком и старом Крижевачком (потоња Бјеловарско-крижевачка жупанија), а према северу са угарском жупанијом Зала којој је припадало и Међимурје, док се на западу граничила са аустријском покрајином Штајерском. Северну границу жупаније чинила је река Драва, а читава је жупанија 1910. године обухватала површину од 2.521 km².

## Историја
Током средњовековног раздобља, Вараждинска жупанија је припадала средњовековној Бановини Славонији у саставу Краљевине Угарске. Сматра се да је основана током 12. века. Наставила је да постоји у континуитету и за време хабзбуршке власти. Имала је своје представнике у земаљском Славонском сабору. У периоду од средине 15. до краја 17. века често је страдала од упада османске војске, што је у 16. веку довело до оснивања војно-крајишке области која је по свом седишту постала позната као Вараждински генералат.
Након османских територијалних губитака из времена Бечког рата (1683-1699) и померања границе далеко према истоку и југу, наступио је период трајнијег мира на подручју ове жупаније, која је током 18. века почела убрзано да се развија. У то време, појам Славоније је померен даље према истоку, тако да је дотадашња стара, односно горња Славонија почела да се сматра северном Хрватском. Након Хрватско-угарске нагодбе из 1868. године, Вараждинска жупанија је остала у саставу Краљевине Хрватске и Слаовоније, а град Вараждин је стекао додатне повластице као главни жупанијски град (у Хрватској и Славонији сличне су повластице имали Загреб, Осијек и Земун).
Након што је Хрватско-славонски сабор у октобру 1918. године раскинуо све државно-правне везе с Аустријом и Угарском, територија жупаније постала је делом Краљевине СХС. Наставила је да постоји као административна јединица све до увођења нове обласне организације (1921-1924), када је ушла у састав Загребачке области.

## Становништво
Према попису из 1910. године, Вараждинска је жупанија бројала 307 010 становника, који су говорили следеће језике:
- Хрватски језик: 300 033
- Српски језик: 2 384
- Немачки језик: 1 172
- Мађарски језик: 1 095

## Административна подела
Почетком 20. века, жупанија је била подељена на следеће котареве:
| Котареви        | Котареви   |
| Котар           | Средиште   |
| --------------- | ---------- |
| Иванец          | Иванец     |
| Клањец          | Клањец     |
| Крапина         | Крапина    |
| Лудбрег         | Лудбрег    |
| Нови Мароф      | Нови Мароф |
| Преграда        | Преграда   |
| Вараждин        | Вараждин   |
| Златар          | Златар     |
| Жупанијски град |            |
| Вараждин        |            |